# وولخوف

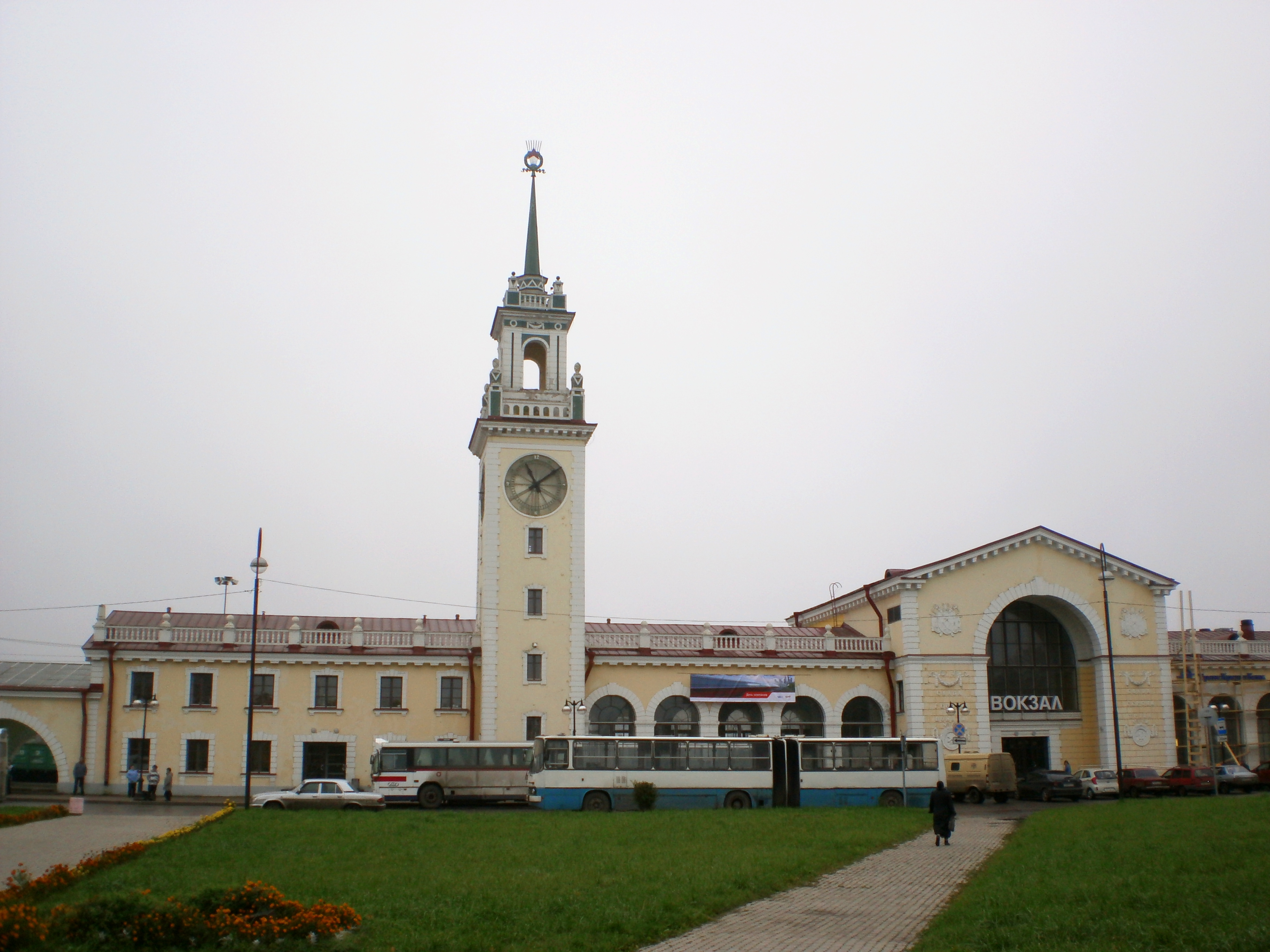
وولخوف

شهر وولخوف (به روسی: Волхов) در کشور روسیه و در اوبلاست لنینگراد واقع شده‌است.